# Mecometopus leprieuri
Mecometopus leprieuri là một loài bọ cánh cứng trong họ Cerambycidae.